# Judith Viorst
Judith Viorst (Newark, 2 febbraio 1931) è una giornalista e scrittrice statunitense, conosciuta per il suo bestseller Alexander and the Terrible, Horrible, No Good, Very Bad Day.
Nel 1970 ha vinto il Primetime Emmy Award for Outstanding Writing for a Variety Series con Gary Belkin, Peter Bellwood, Thomas Meehan, Herbert Sargent per Annie, the Women in the Life of a Man.